# 高橋さんが聞いている。
『高橋さんが聞いている。』（たかはしさんがきいている）は、北欧ゆうによる日本の漫画。クラスメイトの会話を盗み聞く女子高生アイドルを描いたギャグ漫画である。
本作の原型は、『月刊ガンガンJOKER』（スクウェア・エニックス）2013年3月号に掲載された同名の読み切りである。この読み切りが反響を呼び、その後、『月刊ガンガンJOKER』2013年6月号から2017年2月号まで連載された。全76話。また、2015年には、本作を原作としたドラマCDがリリースされている。

## あらすじ
本作の主人公・高橋エナは、中学3年生のときにスカウトされ、アイドルとなる。その後、高校に進学したエナは、アイドルという立場ゆえに周囲から距離を置かれていたが、ある日、クラスメイトの奈良と御影の会話を盗み聞いてテンションが上がり、その勢いで友達を作ることに成功する。それ以降、エナはテンションを上げるため、奈良と御影の会話を盗み聞くようになる。奈良と御影の会話はぶっ飛んでおり、エナは人知れずツッコミを入れていくが、ツッコミを続けるうちにエナはアイドルとして成長を遂げていく。
やがてエナの存在はジェイムズ雨狩という富豪の目に留まる。雨狩はエナを宇宙で活動させることで世界に平和をもたらそうと考え、エナに特訓を課す。しかし、雨狩の考えを知ったエナは「手の届く距離で人を励ましたい」と断り、高校に戻る。その後、エナが盗み聞きをやめ、奈良と御影に直接話しかけるところで物語は終わる。

## 登場人物
※「声」は、本作を原作としたドラマCDにおける声優。
高橋 エナ（たかはし エナ）
声 - 阿澄佳奈
本作の主人公。女子高生アイドルで、学年は1年（第1巻 - 第3巻）→2年（第4巻 - 第8巻）。
クラスメイトの奈良と御影の会話を盗み聞くことが趣味で、盗み聞きをする際はヘッドフォンを耳に当て、音楽を聴いているように装っている。
奈良（なら）
声 - 増田俊樹
エナのクラスメイトで、クラスの委員長を務める。真面目な性格だが、知識の偏りが激しく、知ったかぶりすることも多々ある。
御影（みかげ）
声 - 島﨑信長
エナのクラスメイト。地味で、クラスでも目立たない存在。奈良と親しく、彼とよく会話している。
さやや
声 - 三上枝織
エナのクラスメイトで、親友。ふわふわした女子だが根はしっかりしており、2年次に生徒会長に就任する。
加藤（かとう）
声 - 阪口大助
エナのクラスメイト。パリピで、加えてデリカシーがない。作中で意図せずエナの趣味を妨害しており、エナを苛立たせている。
冴島（さえじま）
声 - 白石涼子
エナのプロデューサー。エナにアイドルの才能があることを見抜き、目をかけている。
北神 宇宙（きたがみ ソラ）
声 - 柿原徹也
ラジオパーソナリティ。「北神宇宙」という名前は芸名で、本名は「大田忠雄」。
自分がパーソナリティを務める番組に出演した女性を口説き落とすのが常だったが、エナを口説き落とすことはできず、逆に足を蹴られたことでマゾに目覚める。その後もエナ絡みでたびたび奇行に走っている。
ジェイムズ雨狩（ジェイムズあめかり）
作中世界で名の知れた富豪。世界に平和をもたらすため、アイドルを宇宙で芸能活動させようと考えている。

## 作風
本作は基本的に、奈良と御影の会話にエナがツッコミを入れるというスタイルで描かれている。ただし、エナは立場上2人に直接ツッコミを入れられないため2人の会話が止まることはなく、ライターの小林聖はこの「決して止まらないボケの特急列車感」が本作の特徴である、と評している。

## 賞歴・ノミネート歴
| 発表年 | 賞                       | 部門                           | 対象                   | 結果 |
| ------ | ------------------------ | ------------------------------ | ---------------------- | ---- |
| 2015   | 第1回 次にくるマンガ大賞 | これから売れてほしいマンガ部門 | 高橋さんが聞いている。 | 17位 |

## 書誌情報
- 北欧ゆう 『高橋さんが聞いている。』 スクウェア・エニックス〈ガンガンコミックスJOKER〉、全8巻
  1. 2013年11月22日初版発行（同日発売[ス 1]）、ISBN 978-4-7575-4139-9
  2. 2014年2月22日初版発行（同日発売[ス 2]）、ISBN 978-4-7575-4231-0
  3. 2014年7月22日初版発行（同日発売[ス 3]）、ISBN 978-4-7575-4362-1
  4. 2015年2月21日初版発行（同日発売[ス 4]）、ISBN 978-4-7575-4559-5
  5. 2015年4月22日初版発行（同日発売[ス 5]）、ISBN 978-4-7575-4619-6
  6. 2015年11月21日初版発行（同日発売[ス 6]）、ISBN 978-4-7575-4805-3
  7. 2016年9月21日初版発行（同日発売[ス 7]）、ISBN 978-4-7575-5104-6
  8. 2017年3月22日初版発行（同日発売[ス 8]）、ISBN 978-4-7575-5282-1

### スクウェア・エニックス公式サイト
以下の出典は『スクウェア・エニックス公式サイト』内のページ。書誌情報の発売日の出典としている。
1. ↑  “高橋さんが聞いている。 1巻”. 2018年3月23日閲覧。
2. ↑  “高橋さんが聞いている。 2巻”. 2018年3月23日閲覧。
3. ↑  “高橋さんが聞いている。 3巻”. 2018年3月23日閲覧。
4. ↑  “高橋さんが聞いている。 4巻”. 2018年3月23日閲覧。
5. ↑  “高橋さんが聞いている。 5巻”. 2018年3月23日閲覧。
6. ↑  “高橋さんが聞いている。 6巻”. 2018年3月23日閲覧。
7. ↑  “高橋さんが聞いている。 7巻”. 2018年3月23日閲覧。
8. ↑  “高橋さんが聞いている。 8巻（完）”. 2018年3月23日閲覧。